# Caralluma lavranii
Caralluma lavranii là một loài thực vật có hoa trong họ La bố ma. Loài này được Rauh & Wertel mô tả khoa học đầu tiên năm 1965.